# Володимир Зеленски
Володимир Олександрович Зеленски (укр. Володи́мир Олекса́ндрович Зеле́нський, рус. Владимир Александрович Зеленский; Криви Рог, 25. јануар 1978) је украјински државник, бивши глумац и комичар. Од 2019. год. обавља дужност шестог председника Украјине. Постао је глобално познат као предводник украјинскога отпора од руских оружаних снага почетком 2022. године.

## Младост
Володимир Александрович Зеленски је рођен јеврејским родитељима 25. јануара 1978. у Кривом Рогу, тада у Украјинској Совјетској Социјалистичкој Републици. Његов отац, Александар Зеленски, је професор и рачунарски научник и шеф Катедре за кибернетику и рачунарски хардвер на Криворогском државном универзитету за економију и технологију; његова мајка, Рима Зеленска, је пензионисана инжењерка. Његов деда, Семјон Зеленски, служио је као пешадинац, достигавши чин пуковника у Црвеној армији (у 57. гардијској моторизованој стрељачкој дивизији) током Другог светског рата; Семјонов отац и тројица браће су убијени у Холокаусту. У марту 2022. године, Зеленски је рекао да су му прадеда и прабаба убијени након што су немачке трупе спалиле њихов дом до темеља током масакра. Његова бака је преживела Други светски рат након што је напустила Криви Рог током евакуације Јевреја у Алмати, Казахстан, и вратила се у Украјину након рата.
Пре него што је кренуо у основну школу, Зеленски је четири године живео у монголском граду Ерденету, где је његов отац радио као рударски инжењер од средине 1970-их како би помогао у изградњи рудника бакра, примењујући своје способности из рачунарства у рударству. Зеленски је одрастао говорећи руски. Са 16 година полагао је тест енглеског као страног језика и добио је образовну стипендију за студирање у Израелу, али му отац није дозволио да иде. Касније је стекао диплому права на Криворижком економском институту, тада одељењу Кијевског националног економског универзитета, а сада делу Криворижког националног универзитета, али никада није радио у правној области.

## Забавна каријера
Са 17 година, придружио се свом локалном тиму који се такмичио на такмичењу у комедији КВН. Убрзо је позван да се придружи уједињеном украјинском тиму „Запорожје-Кривиј Рог-Транзит“, који је наступао у Главној лиги КВН-а и на крају победио 1997. године. Исте године, основао је и водио тим Квартал 95, који се касније трансформисао у комичарску екипу Квартал 95. Од 1998. до 2003. године, Квартал 95 је наступао у Главној лиги и највишој отвореној украјинској лиги КВН-а, а чланови тима су проводили много времена у Москви и стално су били на турнејама по постсовјетским земљама. Године 2003, Квартал 95 је почео да продуцира ТВ емисије за украјински ТВ канал 1+1, а 2005. године тим се преселио на колегински украјински ТВ канал Интер.
Године 2008, глумио је у играном филму Љубав у великом граду и његовом наставку, Љубав у великом граду 2. Зеленски је наставио своју филмску каријеру филмом Службена романса. Наше време 2011. и филмом Ржевски против Наполеона 2012. године. Љубав у великом граду 3 објављен је у јануару 2014. године. Зеленски је такође играо главну улогу у филму 8 првих састанака из 2012. године и у наставцима који су снимљени 2015. и 2016. године. Снимио је глас Медведа Падингтона у украјинској синхронизацији филмова Падингтон (2014) и Падингтон 2 (2017).
Зеленски је био члан управног одбора и генерални продуцент ТВ канала Интер од 2010. до 2012. године. Касније 2018. године, Зеленски је рекао да му је тадашњи председник Јанукович понудио 100 милиона америчких долара за политичку контролу над програмима Квартала 95 након што постане генерални продуцент Интера, али је Зеленски одбио.
У августу 2014. године, Зеленски се изјаснио против намере украјинског Министарства културе да забрани руским уметницима улазак у Украјину. Од 2015. године, Украјина је забранила неким руским уметницима, руским медијима и уметности улазак у Украјину. Године 2018, романтична комедија Љубав у великом граду 2 са Зеленским у главној улози забрањена је у Украјини због тога што филм није поштовао Закон Украјине о кинематографији. Након што су украјински медији објавили да је током руско-украјинског рата Зеленскијев Квартал 95 донирао милион ₴ украјинској војсци, неки руски политичари и уметници поднели су петицију за забрану његових дела у Русији.

Године 2015, Зеленски је постао звезда телевизијске серије Слуга народа, где је играо улогу председника Украјине. У серији, Зеленскијев лик је био професор историје у средњој школи у тридесетим годинама који је победио на председничким изборима након што га је вирални видео приказао како бесни против корупције у влади у Украјини. Хумористичка серија Свати („Тазови“), у којој се Зеленски појавио, забрањена је у Украјини 2017. године, али је укинута у марту 2019. године.
Зеленски је углавном радио у продукцијама на руском језику. Његова прва улога на украјинском језику била је романтична комедија Ја, ти, он, она, која се појавила на екранима у Украјини у децембру 2018. године. Прва верзија сценарија је написана на украјинском, али је преведена на руски за литванску глумицу Агне Грудите. Касније је филм синхронизован на украјински.

У октобру 2021. године, Пандора папири су открили да су Зеленски, његов главни помоћник и шеф Службе безбедности Украјине Иван Баканов управљали мрежом офшор компанија на Британским Девичанским Острвима, Кипру и Белизеу. Међу овим компанијама су биле и неке које су поседовале скупе некретнине у Лондону. Отприлике у време избора 2019. године, Зеленски је предао своје акције у кључној офшор компанији Сергију Шефиру, али изгледа да су њих двојица организовали да Зеленскијева породица настави да прима новац од ових компанија. Зеленскијева предизборна кампања била је усредсређена на обећања о чишћењу владе Украјине.

## Председничка кампања 2019.
У марту 2018. године, чланови Зеленскијеве продукцијске куће Квартал 95 регистровали су нову политичку странку под називом Слуга народа – исто име као и телевизијски програм у којем је Зеленски глумио током претходне три године. Иако је Зеленски негирао било какве непосредне планове да уђе у политику и рекао да је регистровао име странке само да би спречио да га други присвоје, постојале су широко распрострањене спекулације да планира да се кандидује. Већ у октобру 2018. године, три месеца пре објаве његове кампање и шест месеци пре председничких избора, већ је био водећи у анкетама јавног мњења. Након вишемесечних двосмислених изјава, Дана 31. децембра, мање од четири месеца од избора, Зеленски је објавио своју кандидатуру за председника Украјине у новогодишњој вечерњој емисији на ТВ каналу 1+1. Његова објава је засенила новогодишњи говор актуелног председника Петра Порошенка на истом каналу, за који је Зеленски рекао да је био ненамерни и приписао га техничком квару.
Зеленскијева председничка кампања против Порошенка била је готово у потпуности виртуелна. Није објавио детаљну политичку платформу и његов ангажман са мејнстрим медијима био је минималан; уместо тога, обратио се бирачима путем канала друштвених медија и YouTube снимака. Уместо традиционалних предизборних скупова, одржавао је стендап комедије широм Украјине са својом продукцијском кућом Квартал 95. Дана 16. априла 2019. године, неколико дана пре избора, 20 украјинских новинских кућа позвало је Зеленског да „престане да избегава новинаре“. Зеленски је изјавио да се не крије од новинара, али да не жели да иде на ток-шоу емисије где „људи старе власти“ „само раде ПР“ и да нема времена да задовољи све захтеве за интервјуе.
Зеленски се представљао као личност против естаблишмента и корупције и рекао је да жели да поврати поверење у политичаре, „да доведе професионалне, пристојне људе на власт“ и да „промени расположење и тон политичког естаблишмента“. Члан Атлантског савета Андерс Аслунд рекао је да Зеленски није популиста; међутим, други научници су анализирали Зеленскогову политику у оквиру популизма. На пример, политиколог Володимир Кулик је описао Зеленског као особу која практикује „инклузивни“ популизам који тврди да брани „народ“ од „елите“, док дефинише „народ“ на начин који укључује све етничке, језичке, верске и друге групе. Научник Костјантин Јанченко је описао Зеленског као кампању коју карактерише „популистичка хиперреалност“ конструисана серијом Слуга народа и другим Зеленског хумористичким емисијама, и тврдио је, заједно са колегом научником Матијом Зулианелом, да су Зеленски и његова странка примери „валентног популизма“ фокусираног на „непозиционе теме, као што су апели против корупције, политичка транспарентност и морални интегритет“, а не на „економска и социо-културна питања“.
Пре избора, Зеленски је представио тим који је укључивао бившег министра финансија Александра Даниљука и друге. Током кампање, изражена је забринутост због његових веза са олигархом Игором Коломојским, милијардером и бизнисменом који је 2010. године стекао контролу над 1+1 Медија групом. Група управља осам украјинских ТВ канала и емитовала је ТВ серију Слуга народа од 2015. до 2019. године, у којој Зеленски игра председника Украјине.
Порошенко и његове присталице тврдили су да ће Зеленскијева победа користити Русији. Дана 19. априла 2019. у Националном спортском комплексу Олимпијски одржане су председничке дебате у облику представе. У свом уводном говору, Зеленски је признао да је 2014. гласао за Порошенка, али је рекао: „Ја сам се преварио. Ми смо се преварили. Гласали смо за једног Порошенка, али смо добили другог. Први се појављује када постоје видео камере, други Петро шаље Медведчуку приветике (поздраве) у Москву.“ Иако је Зеленски у почетку рекао да ће служити само један мандат, повукао је ово обећање у мају 2021. године, рекавши да се још није одлучио.
Зеленски је изјавио да ће као председник развијати економију и привлачити инвестиције у Украјину кроз „поновно покретање правосудног система“ и враћање поверења у државу. Такође је предложио пореску амнестију и јединствени порез од 5 процената за велика предузећа, који би се могао повећати „у дијалогу са њима и ако се сви сложе“. Према речима Зеленског, ако би људи приметили да његова нова влада „ради поштено од првог дана“, почели би да плаћају порезе.
Зеленски је постигао већину гласова (30%) у првом кругу избора 31. марта 2019. године. У другом кругу, 21. априла 2019. године, добио је 73 процента гласова наспрам Порошенкових 25 процената и изабран је за председника Украјине. Пољски председник Анджеј Дуда био је један од првих европских лидера који је честитао Зеленским. Француски председник Емануел Макрон примио је Зеленског у Јелисејској палати у Паризу 12. априла 2019. године. Дана 22. априла, амерички председник Доналд Трамп честитао је Зеленском на победи путем телефона. Председник Европске комисије Жан Клод Јункер и председник Европског савета Доналд Туск такође су упутили заједничко писмо честитке и изјавили да ће Европска унија (ЕУ) радити на убрзавању спровођења преосталог дела Споразума о придруживању између ЕУ и Украјине, укључујући дубоку и свеобухватну зону слободне трговине.

## Председништво
Зеленски је инаугурисан 20. маја 2019. године. Разни страни званичници присуствовали су церемонији у украјинском парламенту (Врховна рада), укључујући Саломе Зурабишвили (Грузија), Керсти Каљулаид (Естонија), Рајмонда Вејониса (Летонија), Даљу Грибаускајте (Литванија), Јаноша Адера (Мађарска), Мароша Шефчовича (ЕУ) и Рика Перија (Сједињене Америчке Државе). Зеленски је први јеврејски председник Украјине; са Володимиром Гројсманом као премијером, Украјина је постала прва земља, осим Израела, која је истовремено имала јеврејског шефа државе и шефа владе.
У свом инаугурационом говору, Зеленски је распустио тадашњи украјински парламент и позвао на превремене парламентарне изборе (који су првобитно били заказани за октобар те године). Један од чланова парламентарне коалиције, Народни фронт, успротивио се овом потезу и повукао се из владајуће коалиције.
Зеленски је 28. маја вратио украјинско држављанство Михаилу Сакашвилију.
Први велики Зеленскијев предлог за промену изборног система са плуралног на пропорционални систем са затвореним страначким листама снажно је одбацио украјински парламент, који је веровао да би затворене листе довеле до веће корупције у влади. Зеленски је раније позвао на увођење гласачких листића са отвореним листама, као што је то био случај током његовог инаугурационог говора, али би његов предлог одржао украјинске парламентарне изборе 2019. године са затвореним листама на основу образложења да рок од 60 дана до ванредних избора „не оставља никакве шансе за увођење овог система“.
Поред тога, 6. јуна, посланици су одбили да у дневни ред парламента уврсте кључну Зеленскијеву иницијативу о поновном увођењу кривичне одговорности за незаконито богаћење, а уместо тога су укључили сличан закон који је предложила група посланика. У јуну 2019. године објављено је да ће трећа велика иницијатива председника, која има за циљ укидање имунитета посланицима, дипломатама и судијама, бити поднета након парламентарних избора у Украјини у јулу 2019. године. Ова иницијатива је завршена 3. септембра, када је нови парламент усвојио закон којим се посланицима одузима имунитет, доносећи Зеленском законодавну победу испуњавањем једног од његових кључних предизборних обећања.
Дана 8. јула, Зеленски је наредио отказивање годишње параде поводом Дана независности у Кијеву на Мајдану Независности, наводећи трошкове. Упркос томе, Зеленски је истакао да ће се тај дан „почастити херојима“ на Дан независности, међутим, „формат ће бити нов“. Такође је предложио да се новац који би био искоришћен за финансирање параде потроши на ветеране.
Године 2020, Зеленскијева странка је предложила реформе украјинских медијских закона са намером да повећа конкуренцију и ослаби доминацију украјинских олигарха на телевизијским и радио емитерима. Критичари су рекли да ризикује повећање цензуре медија у Украјини јер би се њена клаузула о кривичној одговорности за ширење дезинформација могла злоупотребити.
У јануару 2020. године, Зеленски је путовао у Оман, а путовање није било објављено у његовом званичном распореду, изгледа да је комбиновао лични одмор са владиним пословима. Његова канцеларија је саопштила да је Зеленски сам платио цело путовање. Ипак, критикован је због недостатка транспарентности, а критичари су истакли да је једном критиковао свог претходника Порошенка због неоткривеног одмора на Малдивима.
У јануару 2021. године, парламент је усвојио закон којим се ажурирају и реформишу украјински закони о референдуму, које је Уставни суд Украјине прогласио неуставним 2018. године. Поправљање закона о референдуму било је једно од Зеленскијевих предизборних обећања.
У јуну 2021. године, Зеленски је поднео Врховној ради закон о стварању јавног регистра украјинских олигарха, забрањујући им учешће у приватизацији државних компанија и забрањујући им финансијски допринос политичарима. Лидери опозиционих странака подржали су Зеленскијев циљ смањења утицаја олигарха на политику у Украјини, али су критиковали његов приступ, рекавши да би јавни регистар био и опасан, јер концентрише моћ у рукама председника; и неефикасан, јер су олигарси само „симбол“ дубље укорењене корупције. Закон је усвојен у септембру 2021. године. Критичари Зеленскијеве администрације тврдили су да је, одузимањем власти од украјинских олигарха, он настојао да централизује ауторитет и ојача свој положај.

### Кабинети и администрације
Зеленски је именовао Андрија Богдана за шефа председничке администрације Украјине. Пре тога, Богдан је био адвокат украјинског олигарха Игора Коломојског. Према правилима лустрације у Украјини, уведеним 2014. године након Евромајдана, Богдан нема право да обавља било какву државну функцију до 2024. године (због своје владине функције током друге владе Азарова). Богдан је, међутим, тврдио да се лустрација на њега не односи, пошто се вођење председничке администрације не сматра послом у државној служби. Више чланова председничке администрације које је Зеленски именовао били су бивше колеге из његове бивше продукцијске куће, Квартал 95, укључујући Ивана Баканова, који је постао заменик шефа украјинске тајне службе (СБУ). Бивша заменица министра спољних послова Олена Зеркал одбила је именовање за заменика шефа председничке администрације, али је пристала да служи као украјински представник међународних судова у вези са Русијом. Зеленскијеве захтеве за смену министра спољних послова, министра одбране, главног тужиоца и шефа украјинске службе безбедности одбацио је парламент. Зеленски је такође разрешио дужности и заменио 20 од 24 губернатора украјинске области.

#### Влада Гончарука
На парламентарним изборима 21. јула 2019. године, Зеленскијева политичка странка, Слуга народа, освојила је прву једностраначку већину у модерној украјинској историји у парламенту, са 43 процента гласова на страначким листама. Његова странка је освојила 254 од 424 места.
Након избора, Зеленски је номиновао Олексија Гончарука за премијера, кога је парламент брзо потврдио. Парламент је такође потврдио Андрија Загородњука за министра одбране, Вадима Пристајка за министра спољних послова и Баканова за шефа СБУ. Арсен Аваков, контроверзна личност коју прогоне дугогодишње оптужбе за корупцију, задржан је на месту министра унутрашњих послова, а Гончарук је тврдио да релативно неискусној влади требају искусни администратори и да су Авакову „повучене црвене линије“ које се не могу прећи.
Зеленски је сменио Богдана са места шефа своје председничке администрације 11. фебруара 2020. године и истог дана именовао Андрија Јермака за његовог наследника.

#### Влада Шмихаља
У марту 2020. године, Гончурак је поднео оставку на место премијера након цурења аудио снимка у којем је, изгледа, омаловажавао Зеленскијево економско управљање. Гончурака је на месту премијера заменио Денис Шмигаљ. Гончураков исхитрен одлазак изазвао је немир и у Украјини и у иностранству, а многи економисти и политички посматрачи упозорили су да ће то донети нестабилност. У свом обраћању Раде 4. марта, Зеленски се поново обавезао на реформе у домаћој и финансијској сфери и приметио да „не може увек постати психолог за људе, кризни менаџер за некога, колекционар који захтева поштено зарађен новац и дадиља надлежног министарства“. До септембра 2020. године, Зеленскијев рејтинг одобравања пао је на мање од 32 процента.
24. марта 2021. године, Зеленски је потписао Указ 117/2021 којим се одобрава „стратегија за деокупацију и реинтеграцију привремено окупиране територије Аутономне Републике Крим и града Севастопоља“.

До октобра 2021. године, Зеленскијев рејтинг одобравања је додатно пао на 24,7%, али је и даље био изнад или на нивоу већине његових претходника у истом тренутку њихових председничких мандата.

### Покушаји окончања сукоба у Донбасу
Једно од централних предизборних обећања Зеленског било је окончање руско-украјинског рата и решавање сепаратистичког покрета који спонзорише Русија у тој земљи. Дана 3. јуна, Зеленски је именовао бившег председника Леонида Кучму за представника Украјине у Тројној контакт групи за решење сукоба. Дана 11. јула 2019. године, Зеленски је одржао свој први телефонски разговор са руским председником Владимиром Путином, током којег је позвао Путина да започне разговоре уз посредовање ЕУ. Два лидера су такође разговарала о размени заробљеника које држе обе стране. У октобру 2019. године, Зеленски је објавио прелиминарни споразум постигнут са сепаратистима, према којем би украјинска влада поштовала изборе одржане у региону у замену за повлачење Русије својих необележених трупа. Споразум је наишао на жестоке критике и протесте и политичара и украјинске јавности. Критичари су приметили да је мало вероватно да ће избори одржани у Донбасу бити слободни и поштени, да су сепаратисти одавно протерали већину проукрајинских становника из региона како би осигурали проруску већину и да би било немогуће осигурати да Русија испуни свој део споразума. Зеленски је бранио своје преговоре, рекавши да избори неће бити одржани пре руског повлачења. Споразум није успео да смири сукоб, јер су сепаратисти наставили своје нападе, а Русија је наставила да им снабдева оружјем и муницијом. Неколико украјинских националистичких милиција и бивших милиција такође је одбило да прихвати споразум, укључујући и крајње десничарске борце Азова у Луганској области Донбаса. Зеленски се лично састао са неким од ових група и покушао да их убеди да предају своје нерегистровано оружје и прихвате мировни споразум. Андриј Билецки, вођа крајње десничарског Националног корпуса и први командант Азова, оптужио је Зеленског да је непоштован према војним ветеранима и да делује у име Кремља остављајући Украјинце рањивим на руску агресију. На крају крајева, мировни споразум није успео да смањи насиље, а камоли да оконча рат.
У децембру 2019. године, Русија и Украјина су се сложиле да наставе разговоре уз посредовање Француске и Немачке у оквиру ''Нормандијског формата'', који је напуштен 2016. године; то је био први Зеленскијев састанак лицем у лице са Владимиром Путином. У јулу 2020. године, Зеленски је објавио формални прекид ватре са сепаратистима - више од двадесетог таквог покушаја од почетка рата 2014. године. Иако је прекид ватре често кршен током наредних неколико година и укупно насиље је остало високо, кршења прекида ватре у 2020. години су се смањила за преко 50 процената у поређењу са претходном годином.

### Спољни односи
Зеленскијево прво званично путовање у иностранство као председника било је у Брисел у јуну 2019. године, где се састао са званичницима ЕУ и НАТО-а.
У августу 2019. године, Зеленски је обећао да ће укинути мораторијум на ексхумацију пољских масовних гробница у Украјини након што је претходна украјинска влада забранила пољској страни да врши било какве ексхумације пољских жртава масакра на Волинији које је починила Украјинска устаничка армија, након уклањања споменика Украјинској устаничкој армији у Хрушовицама, на југоистоку Пољске.
У септембру 2019. године објављено је да је амерички председник Трамп наводно блокирао исплату пакета војне помоћи Украјини од 400 милиона долара, који је прописао Конгрес, како би извршио притисак на Зеленског током телефонског разговора у јулу између два председника ради истраге наводних незаконитих поступака Џоа Бајдена и његовог сина Хантера Бајдена, који је преузео место у управном одбору украјинске компаније за природни гас Burisma Holdings. Овај извештај је био катализатор за скандал Трамп-Украјина и истрагу о опозиву против Доналда Трампа. Зеленски је негирао да је Трамп вршио притисак на њега и изјавио да „не жели да се меша у стране изборе“.
Током путовања у Сједињене Државе у септембру 2021. године, Зеленски је разговарао и обавезао се са председником САД Џоом Бајденом, секретаром одбране Лојдом Остином, секретарком енергетике Џенифер Гранхолм, и државним секретаром Ентонијем Блинкеном. Председник Зеленски и прва дама Олена Зеленска такође су учествовали у отварању Украјинске куће у Вашингтону. На истом путовању, састао се са извршним директором компаније Епл, Тимом Куком, и са Украјинцима на високим позицијама у технолошким компанијама Силицијумске долине, и говорио је на Универзитету Станфорд. Док је Зеленски још увек био у САД, одмах након што је одржао говор у Уједињеним нацијама, у Украјини је извршен покушај атентата на Шефира, његовог најближег сарадника. Шефир је неповређен у нападу, иако је његов возач хоспитализован са три прострелне ране.

### Руско-украјинска криза (2021–2022)
У априлу 2021. године, као одговор на гомилање руске војске на украјинским границама, Зеленски је разговарао са америчким председником Џоом Бајденом и позвао чланице НАТО-а да убрзају захтев Украјине за чланство.
26. новембра 2021. године, Зеленски је оптужио Русију и украјинског олигарха Рината Ахметова да подржавају план за рушење његове владе. Русија је негирала било какву умешаност у заверу за државни удар, а Ахметов је у саопштењу рекао да су „информације које је објавио Володимир Зеленски о покушајима да ме увуку у неку врсту државног удара апсолутна лаж. Огорчен сам ширењем ове лажи, без обзира на мотиве председника.“ У децембру 2021. године, Зеленски је позвао на превентивне мере против Русије. Дана 19. јануара 2022. године, Зеленски је у видео поруци рекао да грађани земље не треба да паниче и апеловао је на медије да буду „методи масовног информисања, а не масовне хистерије“. Дана 28. јануара, Зеленски је позвао Запад да не ствара „панику“ у његовој земљи због потенцијалне руске инвазије, додајући да стална упозорења о „непосредној“ претњи инвазије доводе економију Украјине у опасност. Зеленски је рекао да „не видимо већу ескалацију“ него почетком 2021. године када је почело војно гомилање Русије. Зеленски и амерички председник Џо Бајден нису се сложили око тога колико је непосредна претња.
Дана 19. фебруара, како су расле забринутости због руске инвазије на Украјину, Зеленски је упозорио Минхенску безбедносну конференцију да западне нације треба да одустану од свог става „помиривања“ према Москви. „Украјини су дате безбедносне гаранције у замену за одустајање од трећег највећег нуклеарног арсенала на свету. Немамо ватрено оружје. И нема безбедности... Али имамо право да инсистирамо на трансформацији са политике смиривања на ону која обезбеђује безбедност и мир“, изјавио је он.
У раним јутарњим сатима 24. фебруара, непосредно пре почетка руске инвазије, Зеленски је снимио обраћање грађанима и Украјине и Русије. Оспорио је тврдње руске владе о присуству неонациста у украјинској влади и изјавио да нема намеру да нападне регион Донбаса, истичући своје везе са тим подручјем. У делу обраћања, обратио се на руском народу Русије, апелујући на њих да изврше притисак на своје руководство како би спречили рат:
Ко ће највише патити од овога? Људи. Ко ово не жели више од било кога? Људи. Ко може ово спречити? Људи.
Да ли су ти људи присутни међу вама? Сигуран сам да их има. Јавне личности, новинари, музичари, глумци, спортисти, научници, лекари, блогери, стендап комичари, ТикТокери и многи други. Обични људи. Обични, нормални људи. Мушкарци, жене, старији, деца, очеви, а што је најважније, мајке. Баш као и људи у Украјини. Баш као и власти у Украјини, колико год покушавали да вас убеде у супротно.
Знам да неће приказати овај мој апел на руској телевизији. Али грађани Русије морају то видети. Морају знати истину. А истина је да ово мора да престане пре него што буде прекасно. А ако руско руководство не жели да седне за сто са нама због мира, онда ће можда сести за сто са вама.
,,Да ли Руси желе рат? Веома бих волео да одговорим на ово питање. Али одговор зависи само од вас, грађана Руске Федерације.

### Инвазија Русије на Украјину (2022–тренутно)

#### 1. фаза: Инвазија на Украјину, 24. фебруар – 7. април
Ујутро 24. фебруара, Путин је објавио да Русија покреће „специјалну војну операцију“ у Донбасу. Руске ракете су погодиле бројне војне циљеве у Украјини, а Зеленски је прогласио ванредно стање. Зеленски је такође објавио да се дипломатски односи са Русијом прекидају, са тренутним дејством. Касније тог дана, објавио је општу мобилизацију. Дана 25. фебруара, Зеленски је рекао да, упркос тврдњи Русије да циља само војне објекте, погађају се и цивилни објекти. У обраћању рано ујутру тог дана, Зеленски је рекао да су га његове обавештајне службе идентификовале као главну мету Русије, али да он остаје у Кијеву и да ће његова породица остати у земљи. „Желе да политички униште Украјину уништавањем шефа државе“, рекао је. У раним јутарњим сатима 26. фебруара, током најзначајнијег напада руских трупа на главни град Кијев, влада Сједињених Држава и турски председник Реџеп Тајип Ердоган позвали су Зеленског да се евакуише на безбеднију локацију и обојица су понудили помоћ у таквом напору. Зеленски је одбио обе понуде и одлучио се да остане у Кијеву са његовим одбрамбеним снагама, рекавши да је „борба овде [у Кијеву]; треба ми муниција, а не превоз“.
Више од 90% Украјинаца подржало је поступке Зеленског, укључујући више од 90% у западној и централној Украјини и више од 80% у руског говорног подручја у источној и јужној Украјини. Анкета истраживачког центра Pew Research Center показала је да 72% Американаца има поверења у Зеленскијево вођење међународних послова.
Зеленски је стекао светско признање као ратни лидер Украјине током руске инвазије; историчар Ендру Робертс га је упоредио са Винстоном Черчилом. Харвардски политички преглед је рекао да је Зеленски „искористио моћ друштвених медија да постане први истински онлајн лидер у историји током ратног времена, заобилазећи традиционалне чуваре капија док користи интернет да би допрео до људи“. Многи коментатори, укључујући публикације као што су The Hill, Deutsche Welle, Der Spiegel и USA Today, описали су га као националног хероја или „глобалног хероја“. BBC News и The Guardian су известили да је његов одговор на инвазију добио похвале чак и од претходних критичара. Током инвазије, Зеленски је наводно био мета више од десетак покушаја атентата; три су спречена дојавама запослених у руској ФСБ служби који су се противили инвазији. Два од тих покушаја извршила је Вагнер група, руска паравојна снага, а трећи Кадировци, лична гарда чеченског лидера Рамзана Кадирова. Говорећи о украјинским цивилима које су убиле руске снаге, Зеленски је рекао:
Нећемо опростити. Нећемо заборавити. Казнићемо све који су чинили злочине у овом рату... Наћи ћемо сваког олоша који је гранатирао наше градове, наше људе, који је гађао пројектиле, који је наређивао. Нећете имати мирно место на овој земљи – осим гроба.
Чешки председник Милош Земан је 7. марта 2022. године одлучио да Зеленском додели највише државно одликовање Чешке Републике, Орден Белог лава, за „његову храброст и одважност пред руском инвазијом“.
Зеленски је више пута позивао на директне разговоре са Путином, говорећи: „Боже, шта желите? Напустите нашу земљу. Ако не желите сада да одете, седите са мном за преговарачки сто. Али не са 30 метара удаљености, као са Макроном и Шолцом. Ја не гризем.“ Зеленски је рекао да је „99,9% сигуран“ да Путин мисли да ће Украјинци дочекати инвазивне снаге са „цвећем и осмесима“.
7. марта 2022. године, као услов за окончање инвазије, Кремљ је захтевао неутралност Украјине; признање Крима, који је Русија анектирала, као руске територије; и признање самопроглашених сепаратистичких република Доњецка и Луганска као независних држава. Дана 8. марта, Зеленски је изразио спремност да разговара о Путиновим захтевима. Зеленски је рекао да је спреман за дијалог, али „не за капитулацију“. Предложио је нови споразум о колективној безбедности за Украјину са Сједињеним Државама, Турском, Француском и Немачком као алтернативу уласку земље у НАТО. Зеленскијева странка Слуга народа саопштила је да Украјина неће одустати од својих претензија на Крим, Доњецк и Луганск. Међутим, Зеленски је рекао да Украјина разматра давање руском језику статуса заштићене мањине. 
15. марта 2022. године, пољски премијер Матеуш Моравјецки, заједно са чешким премијером Петром Фијалом и словеначким премијером Јанезом Јаншом, посетио је Кијев како би се састао са Зеленским у знак подршке Украјини. Дана 16. марта 2022. године, на интернету се појавио дипфејк у којем Зеленски позива украјинске грађане да се предају Русији. Напад је углавном процењен као неуспешан у остваривању зацртаног циља. Видео се сматра првом употребом дипфејк технологије у глобалном дезинформацијском нападу.
Зеленски је уложио напоре да окупи владе западних земаља како би изоловале Русију. Упутио је бројне обраћања законодавним телима ЕУ, Велике Британије, Пољске, Аустралије, Канаде, САД, Немачке, Израела, Италије, Јапана, Холандије Румуније, и нордијских земаља.
Дана 23. марта, Зеленски је позвао Русе да емигрирају из Русије како не би финансирали рат у Украјини својим порезима. У марту 2022. године, Зеленски је подржао суспензију 11 украјинских политичких странака везаних са Русијом: Социјалистичке партије Украјине, Державе, Леве опозиције, Наших, Опозиционог блока, Опозиционе платформе — За живот, Шаријеве странке, Прогресивне социјалистичке партије Украјине, Уније левичара и Блока Володимира Салда. Комунистичка партија Украјине, још једна проруска странка, већ је била забрањена 2015. године због подршке сепаратистима Донбаса. Зеленски је такође подржао обједињавање свих ТВ станица у јединствени 24-часовни програм вести који би водила држава Украјина током ванредног стања.

#### 2. фаза: Југоисточни фронт 2022, 8. април – 5. септембар
У априлу 2022. године, Зеленски је критиковао везе Немачке са Русијом. У мају 2022. године, Зеленски је рекао да украјински мушкарци у доби за регрутацију имају дужност да остану у Украјини. Када је Зеленски наредио општу војну мобилизацију у фебруару 2022. године, такође је забранио мушкарцима старости од 18 до 60 година да напуштају Украјину.
Зеленски је осудио сугестије бившег америчког дипломате Хенрија Кисинџера да Украјина треба да препусти контролу над Кримом и Донбасом Русији у замену за мир. Дана 25. маја 2022. године, рекао је да Украјина неће пристати на мир док Русија не пристане да врати Крим и регион Донбаса Украјини. Међутим, касније је рекао да не верује да би сва земља коју је Русија запленила од 2014. године, укључујући Крим, могла бити повратљена силом, рекавши да „ако одлучимо да идемо тим путем, изгубићемо стотине хиљада људи“. Дана 3. маја 2022. године, Зеленски је оптужио Турску да има „двоструке стандарде“ тиме што дочекује руске туристе док покушава да делује као посредник између Русије и Украјине како би се окончао рат. Дана 25. маја 2022. године, Зеленски је рекао да је задовољан политиком Кине да се држи подаље од сукоба. У августу 2022. године, рекао је да Кина има економску предност да изврши притисак на Путина да оконча рат, додајући:
Сигуран сам да би без кинеског тржишта за Руску Федерацију Русија осећала потпуну економску изолацију. То је нешто што Кина може да уради – да ограничи трговину [са Русијом] док се рат не заврши.
Према речима Зеленског, од почетка инвазије, кинески председник Си Ђинпинг је одбијао да разговара са њим.
30. маја 2022. године, Зеленски је критиковао лидере ЕУ због превише благе позиције према Русији и питао: „Зашто Русија и даље може да заради скоро милијарду евра дневно продајом енергије?“ Студија коју је објавио Центар за истраживање енергије и чистог ваздуха (CREA) израчунава да је ЕУ платила Русији око 56 милијарди евра за испоруке фосилних горива у три месеца након почетка руске инвазије.
20. јуна 2022. године, Зеленски се обратио представницима Афричке уније (АУ) путем видео-конференције. Позвао је афричке лидере на виртуелни састанак, али су присуствовала само четворица. Јужноамерички трговински блок Меркосур је 20. јула 2022. године одбио Зеленскијев захтев да говори на самиту трговинског блока у Парагвају.

#### 3. фаза: контраофанзива и анексије 2022, 6. септембар – 31. децембар
Говорећи о руској мобилизацији из 2022. године, Зеленски је позвао Русе да се не подвргну „криминалној мобилизацији“, рекавши: „Руски команданти не маре за животе Руса — они само треба да попуне празна места која су оставили“ убијени и рањени руски војници. Након Путинове објаве да ће Русија анектирати четири региона украјинске територије које је заузела током инвазије, Зеленски је објавио да Украјина неће водити мировне преговоре са Русијом док је Путин председник.
25. септембра 2022. године, Зеленски је рекао да Путинове претње употребом нуклеарног оружја „могу бити стварност“. Додао је да Путин „жели да уплаши цео свет“ нуклеарном уценом. Такође је рекао да је Путин свестан да „свет никада неће опростити“ руски нуклеарни удар. На питање какав ће однос Украјинаца и Украјине имати са Русијом после рата, Зеленски је одговорио да „Однели су превише људи, превише живота. Друштво им неће опростити“, додајући да ће „наше друштво бити избор да ли да разговара са њима или да уопште не разговара, и колико година, десетина година или више“. 21. децембра 2022. године, Зеленски је посетио Сједињене Државе на свом првом путовању у иностранство од почетка рата. Састао се са председником Џоом Бајденом и обратио се Конгресу, одржавши цео говор на енглеском језику. Сједињене Државе су најавиле да ће испоручити ракете Патриот Украјини, како је тражено.
До 31. децембра је одлучена битка за Соледар, а 16. јануара 2023. руске снаге су обезбедиле контролу над градом.

#### 4. фаза: застој и недостатак муниције 2023, 1. јануар – 31. децембар
Почетком 2023. године, Зеленски је потписао нови закон којим се проглашава да дезертерство, односно „непојављивање на дужност без ваљаног разлога“, резултира казном затвора до 12 година. Више од годину дана касније, крајем 2024. године, Врховна рада је усвојила законе којима се декриминализује први случај дезертерства или одсуства без одсуства војника ако се врате на своје место службе, и којима се овим војницима дозвољава повратак у војну службу.
У мају 2023. године, посетио је Међународни кривични суд у Хагу и рекао да би волео да види Путина како се суди за ратне злочине почињене током рата у Украјини, укључујући и злочин агресије.
До 1. јуна битка код Бахмута је одлучена у корист Русије.
ДАна 19. септембра 2023. године, у говору пред Генералном скупштином УН, Зеленски је позвао неутралне земље у Латинској Америци, Африци и Азији да напусте своју неутралност и подрже Украјину. У октобру 2023. године, након ракетног напада Хроза, критиковао је земље које подржавају Русију, рекавши да су „сви они који помажу Русији да заобиђе санкције криминалци“.

#### 5. фаза: Неодлучни савезници 2024, јануар–јул
Дана 8. фебруара 2024. године, Зеленски је сменио генерала Валерија Залужног са места врховног команданта Оружаних снага Украјине и уместо њега унапредио генерала Александра Сирског. Дана 17. фебруара, Сирски је изјавио да више неће држати Авдејевку.
Дана 25. јуна 2024. године, Зеленски је сменио генерал-потпуковника Јурија Содоља, који је у фебруару унапређен на Сирског, сада упражњену позицију. Поставио је бригадног генерала Андрија Хнатова да замени укинутог Содоља.

#### 6. фаза: Упад у Курск 2024, август–тренутно
У априлу 2024. године, Зеленски је потписао нови закон о мобилизацији како би се повећао број војника. Такође је потписао закон којим се смањује старосна граница за мобилизацију украјинске војске са 27 на 25 година.

У јуну 2024. године, Зеленски је рекао да ће подршка Кине Русији продужити рат у Украјини. Према Зеленском, Русија је користила кинеске дипломате да поткопа мировни самит о Украјини у Швајцарској.
У јулу 2024. године, Зеленски је критиковао састанак Нарендре Модија са Путином истог дана када су руски ракетни напади погодили дечју болницу Охматдит у Кијеву, рекавши: „Огромно је разочарање и разарајући ударац мировним напорима видети лидера највеће светске демократије како грли најкрвавијег криминалца на свету у Москви на такав дан.“
Зеленски са француским председником Емануелом Макроном и новоизабраним председником САД Доналдом Трампом у Паризу 7. децембра 2024.
Дана 30. августа 2024. године, Зеленски је сменио генерал-потпуковника Николаја Олешчука, који је био на челу украјинског ваздухопловства од 2021. године, убрзо након смрти пилота Ф-16, пуковника Олексија Меса, током руског ракетног напада. Политичарка Марјана Безугла тврдила је да је пилотов авион оборен пријатељском ватром противваздушне ракете и да је смрт под истрагом. Зеленски није навео разлог за смену, али је рекао „морамо... да се бринемо о свим нашим ратницима“. Зеленски је такође рекао: „Одлучио сам да заменим команданта Ваздухопловних снага... Вечно сам захвалан свим нашим војним пилотима“, следећег дана након пилотове смрти.
У октобру 2024. године, Зеленски је представио План победе за Украјину. План је укључивао пет тачака: једну геополитичку, две војне, једну економску и једну везану за националну одбрану и безбедност.
У децембру 2024. године, Зеленски се одупро притиску Бајденове администрације да смањи старосну границу за регрутацију на 18 година како би се надокнадили губици Украјине на бојном пољу. У фебруару 2025. године, рекао је да ће Украјина увести посебне војне уговоре за добровољце старости од 18 до 24 године.
Дана 4. септембра 2024. године, већина чланова Шмигаљовог кабинета поднела је оставке док је Зеленски разматрао своју реконструкцију.
У фебруару 2025. године, Зеленски се састао са председником САД Трампом у Белој кући како би разговарали о предложеном споразуму који би Сједињеним Државама дао право да ваде ретке минерале са украјинског тла. Састанак се убрзо претворио у жестоку расправу са Трампом и потпредседником Венсом против Зеленског. Планирани ручак, разговори и потписивање су отказани, а Зеленски је избачен из Беле куће.

## Приватни живот
У септембру 2003. године, Зеленски се оженио Оленом Кијашко, са којом је похађао школу и универзитет. Кијашко је радила као сценариста у Кварталу 95. Прва ћерка пара, Александра, рођена је у јулу 2004. Њихов син, Кирило, рођен је у јануару 2013. У Зеленскијевом филму из 2014. године „8 нових састанака“, њихова ћерка је играла Сашу, ћерку главног јунака. Године 2016. учествовала је у емисији „Насмеј комичара: Деца“ и освојила 50.000 ₴. Породица живи у Кијеву.
Зеленскијева имовина је 2018. године вредела око 37 милиона ₴ (око 1,5 милиона америчких долара).
Зеленскијев матерњи језик је руски, а течно говори и украјински и енглески. Откако је постао председник, ангажовао је учитеља украјинског језика и побољшао своје знање језика.

## Награде и признања

### Одликовања
Године 2022. Британске новине Financial Times и магазин САД Time су изабрали Зеленског за личност године.
- Украјина: Почасна диплома Кабинета министара Украјине (2003)[274]
- Чешка Република:  1. класа Ордена белог лава (2022)[275]
- Естонија: et [] (2022)[276]
- Финска:  Велики крст Ордена Беле руже Финске са крагном (2025)[277]
- Француска:  Велики крст Националног ордена Легије части (2023)[278]
- Немачка: Награда Шарлемања (2023)[279]
- Летонија:  1. класа Орден Вијестурса (2022)[280]
- Литванија:  Орден Витаута Великог са златним ланцем (2022)[281]
- Пољска:
  - Награда орла Јана Краскија (2022)[282]
  -  Витез Ордена белог орла (2023)[283][284][285]
- Португал:  Велики овратник Ордена слободе (2023)[286]
- Словачка:
  - Државнна награда Александра Дубчега (2022)[287]
  -  1. класа Ордена белог двоструког крста (2024)[288]
- Русија: Награда Бориса Немцова (2022)[289]
- Уједињено Краљевство: Награда вођства Сер Винстона Черчила (2022)[290]
- Сједињене Државе:
  -  Награда слободе Роналда Регана (2022)[291]
  - Награда профила у храбрости Џона Кенедија (2022)[292]
  -  Медаља слободе Филаделфије (2022)[293]
  - Награда таласања наде (2022)[294]
  - Награда златне плоче (2024)[295]